# 巴费廷比·戈米
巴费廷比·戈米（法語：Bafétimbi Gomis；1985年8月6日—），法国足球运动员，现效力川崎前鋒。
戈米可以透過他的祖先有資格為塞內加爾效力。

## 生平
戈米出身於法國小型球會聖伊天，曾被外借到其他球會一個球季。自出道起戈米都是效力聖伊天，司職前鋒。起先他效力兩個球季，僅得兩個入球，直到2006-07年球季他才證明自己的能力，三十場比賽入10球。到2007-08年球季他更在34場聯賽中入了16球。
於2009年7月轉會至里昂，簽約五年，身價達到1300萬歐元。
戈米於2008年開始被選入法國國家隊出戰2008年歐洲國家盃。他在決賽週第一場後備上陣，但沒有入球。
2014年6月27日，戈米在2013-14法甲赛季结束后自由转会离开里昂，与斯旺西城签订了一份为期四年的合同。

## 榮譽
聖艾蒂安
- 法國足球乙級聯賽：2003–04

里昂
- Coupe de France: 2011–12
- Trophée des Champions: 2012

加拉塔沙雷
- Süper Lig: 2017–18

希拉爾
- Saudi Professional League: 2019–20,[3]2020–21[4]
- King Cup: 2019–20[5]
- 亞足聯冠軍聯賽：2019[6]

個人
- UNFP Player of the Month：2007年1月
- Gol Kralı: 2017–18[7]
- Saudi Professional League Player of the Month: February 2019[8]
- 亞足聯冠軍聯賽神射手：2019[9]
- AFC Champions League Most Valuable Player: 2019[9]
- 亞足聯冠軍聯賽Fans' Best XI: 2019[10]
- 亞足聯冠軍聯賽OPTA Best XI: 2019[10]
- Saudi Professional League top scorer: 2020–21[11]